# Mogoplistidae
Mogoplistidae – rodzina prostoskrzydłych z podrzędu długoczułkowych.
Prostoskrzydłe o smukłym, spłaszczonym ciele długości od 4 do 13 mm, na całej powierzchni pokrytym delikatnymi łuskami. Nadustek zachodzi na grzbietową stronę krótkiej głowy i tworzy całe rostrum. Długość przedplecza przekracza jego szerokość. 
Większość gatunków występuje w tropikach i subtropikach. Prowadzą nocny, skryty tryb życia. Przeważająca część gatunków żyje na drzewach, dzięki czemu mogą rozprzestrzeniać się na oceaniczne wyspy przy użyciu naturalnych tratw.
Należy tu 369 opisanych gatunków (stan na 2015). Orthoptera Species File zalicza je do nadrodziny świerszczy, jednak wyniki badań filogenetycznych Songa i innych z 2015 wskazują, że Mogoplistidae należą do Gryllotalpoidea, wśród których tworzą grupę siostrzaną dla mrowiszczakowatych. Do Mogoplistidae zalicza się trzy podrodziny:
- Malgasiinae Gorochov, 1984
- Mogoplistinae Brunner von Wattenwyl, 1873
- †Protomogoplistinae Gorochov, 2010